# Przysłop (Ostra)
Przysłop (słow. sedlo Prislop, 1680 m) – mało wybitna przełęcz w południowej grani Siwego Wierchu w słowackich Tatrach Zachodnich, pomiędzy Małą Ostrą (1703 m) a Ostrą (1764 m). Zachodnie stoki opadają do Doliny Suchej Sielnickiej, wschodnie do Doliny Bobrowieckiej Liptowskiej i wcina się w nie Zabijaczny Żleb. Rejon przełęczy zbudowany jest ze skał wapiennych i porośnięty kosodrzewiną.

## Szlaki turystyczne
zielony: rozdroże pod Tokarnią – rozdroże pod Babkami – Babki – Przedwrocie – Siwy Wierch. Czas przejścia: 4:50 h, ↓ 4  h